# Rafael Osuna
Rafael Osuna Herrera (* 15. September 1938 in Mexiko-Stadt; † 4. Juni 1969 bei Monterrey) war ein mexikanischer Tennisspieler.

## Karriere
Osuna war im Jahr 1963 als erster und bisher einziger Mexikaner die Nummer 1 im Welttennis (der Amateure). Zu seinen größten Erfolgen gehörten der Sieg im Herreneinzel bei den US Open 1963 und die Doppelerfolge bei den US Open 1962 und in Wimbledon 1960 und 1963.
Rafael Osuna kam am 4. Juni 1969 bei einem Absturz des Flugs Mexicana 704 ums Leben. Kurz zuvor hatte er Mexiko fast im Alleingang zum 3:2-Sieg im Davis Cup über Australien geführt.
1979 wurde er in die International Tennis Hall of Fame aufgenommen.

## Erfolge
| Legende                     |
| Grand Slam (1)              |
| Masters Grand Prix          |
| Grand Prix Super Series     |
| Grand Prix World Series (1) |
| ATP Challenger Tour         |

| ATP-Titel nach Belag |
| Hartplatz            |
| Sand (1)             |
| Rasen (1)            |
| Teppich              |

### Einzel

#### Turniersiege
| Nr. | Datum             | Turnier            | Belag | Finalgegner       | Ergebnis      |
| --- | ----------------- | ------------------ | ----- | ----------------- | ------------- |
| 1.  | 8. September 1963 | U.S. Championships | Rasen | Frank Froehling   | 7:5, 6:4, 6:2 |
| 2.  | 24. März 1968     | Mexiko-Stadt       | Sand  | Joaquín Loyo Mayo | 6:4, 6:4, 6:4 |

#### Finalteilnahmen
| Nr. | Datum          | Turnier      | Belag | Finalgegner       | Ergebnis       |
| --- | -------------- | ------------ | ----- | ----------------- | -------------- |
| 1.  | 13. April 1969 | Mexiko-Stadt | Sand  | Thomaz Koch       | 3:6, 4:6, 8:10 |
| 2.  | 20. April 1969 | Houston      | Sand  | Željko Franulović | 5:7, 3:6, 2:6  |